# 273e division d'infanterie
Pour les articles homonymes, voir 273e division.
La 273e division d'infanterie (en allemand : 273. Infanterie-Division ou 273. ID) est une des divisions d'infanterie de l'armée allemande (Wehrmacht) durant la Seconde Guerre mondiale.

## Création
La 273e division d'infanterie est formée le 22 mai 1940 dans le Wehrkreis III en tant qu'élément de la 10. Welle (10e vague de mobilisation).
Toutefois, sa formation est terminée en juillet après l'armistice avec la France.

## Théâtres d'opérations
- Allemagne : mai 1940 - juillet 1940

## Ordres de bataille
- Infanterie-Regiment 544
- Infanterie-Regiment 545
- Infanterie-Regiment 546
- Artillerie-Abteilung 273
- Pionier-Kompanie 273
- Panzerjäger-Kompanie 273
- Nachrichten-Kompanie 273
- Versorgungseinheiten 273